# Jeff Blake
(en) Statistiques sur pro-football-reference
Jeff Bertrand Coleman Blake (né le 4 décembre 1970 à Daytona Beach) est un joueur américain de football américain. Il est le détenteur du record du plus long touchdown sur une passe de l'histoire du Pro Bowl en 1995 avec un touchdown de quatre-vingt-douze yards de Yancey Thigpen sur une passe de Blake.

## Carrière

### Université
Blake étudie à l'université de Caroline de l'Est, jouant avec l'équipe de football américain des Pirates. Il finit septième aux votes du Trophée Heisman 1991 dans une saison où l'équipe finit avec 11-1.

### Professionnel
Jeff Blake est sélectionné au sixième tour du draft de la NFL de 1992 par les Jets de New York au 166e choix. Lors de sa première saison, Blake n'entre qu'au cours de trois matchs et disparaît des écrans en 1993. En 1994, il signe avec les Bengals de Cincinnati et prend la place de titulaire. La meilleure saison de la carrière de Blake est celle de 1995 où il trouve de nombreuses fois les receveurs Carl Pickens et Darnay Scott. Il est sélectionné pour son unique Pro Bowl.
Après la saison 1999, Blake quitte Cincinnati et signe comme agent libre avec les Saints de La Nouvelle-Orléans. En 2000, il est titulaire et joue les onze premiers matchs de la saison mais se fracture le pied. Il est remplacé par Aaron Brooks. Il revient en 2001 mais Brooks s'est imposé au poste de titulaire et il est remercié à la fin de la saison.
En 2002, Blake signe avec les Ravens de Baltimore et joue onze matchs dans la saison avant de se faire remplacer par Kyle Boller. En 2003, il trouve une nouvelle équipe, celle des Cardinals de l'Arizona mais les treize matchs qu'il débute avec l'Arizona se soldent par trois victoires et dix défaites. Il est remplacé par Josh McCown et libéré par les Cardinals. Il signe l'année suivante avec les Eagles de Philadelphie en tant que remplaçant. Lors de la saison 2005, il joue avec les Bears de Chicago comme troisième quarterback derrière Rex Grossman et Chad Hutchinson. Les deux lanceurs se blessent mais l'entraineur Lovie Smith décide de faire rentrer le quatrième quarterback et rookie Kyle Orton.
Les Bears ne renouvèlent pas le contrat de Blake qui prend sa retraite peu de temps après. En 2007, il est introduit au temple de la renommée de l'université de Caroline de l'Est.

## Famille
Blake est marié et a quatre enfants. Son fils Emory Blake est wide receiver à l'université d'Auburn et a joué un grand rôle dans la conquête du titre de champion national BCS. Blake est le demi-frère de Robert Jones.

## Statistiques
Blake a évolué treize saisons en professionnel. Il a joué 120 matchs dont 100 comme titulaire. Il a réussi 1827 passes sur 3241 (56,4 %) pour 21711 yards, 134 passes pour touchdown et 99 interceptions. Il a été sacké à 248 reprises.